# Claudia Coulter
Claudia Coulter (* 1975 in Tegucigalpa, Honduras) ist eine britische Schauspielerin und ein Model argentinischer Abstammung.

## Karriere
2006 spielte Coulter im britischen Fernsehfilm Sven: The Coach, the Cash and His Lovers die Hauptrolle der Nancy Dell Olio. Im gleichen Jahr mimte sie in der britischen Miniserie Jane Eyre – neben Ruth Wilson und Toby Stephens – die Rolle der Bertha. 2010 agierte sie im britischen Comedy-Drama Reuniting the Rubins – neben Rhona Mitra, Timothy Spall, Louise Brealey und James Callis – in der Rolle der Marta.

## Filmografie (Auswahl)
- 2002: Shackleton (Fernsehfilm)
- 2004: Seven Wonders of Ancient Rome (Fernsehfilm)
- 2005: Coma Girl: The State of Grace
- 2006: Rosemary & Thyme (Fernsehserie, eine Episode)
- 2006: The Witches Hammer
- 2006: Sven: The Coach, the Cash and His Lovers (Fernsehfilm)
- 2006: Jane Eyre (TV-Miniserie, 2 Episoden)
- 2009: Der Preis des Verbrechens (Trial & Retribution, Fernsehserie, 2 Episoden)
- 2010: Reuniting the Rubins
- 2011: Get Ca$h
- 2012: Demons and Doors
- 2012: Holby City (Fernsehserie, eine Episode)
- 2012: Meeting Place
- 2021: Niemand kommt hier lebend raus (No One Gets Out Alive)